# قلعة بسطام

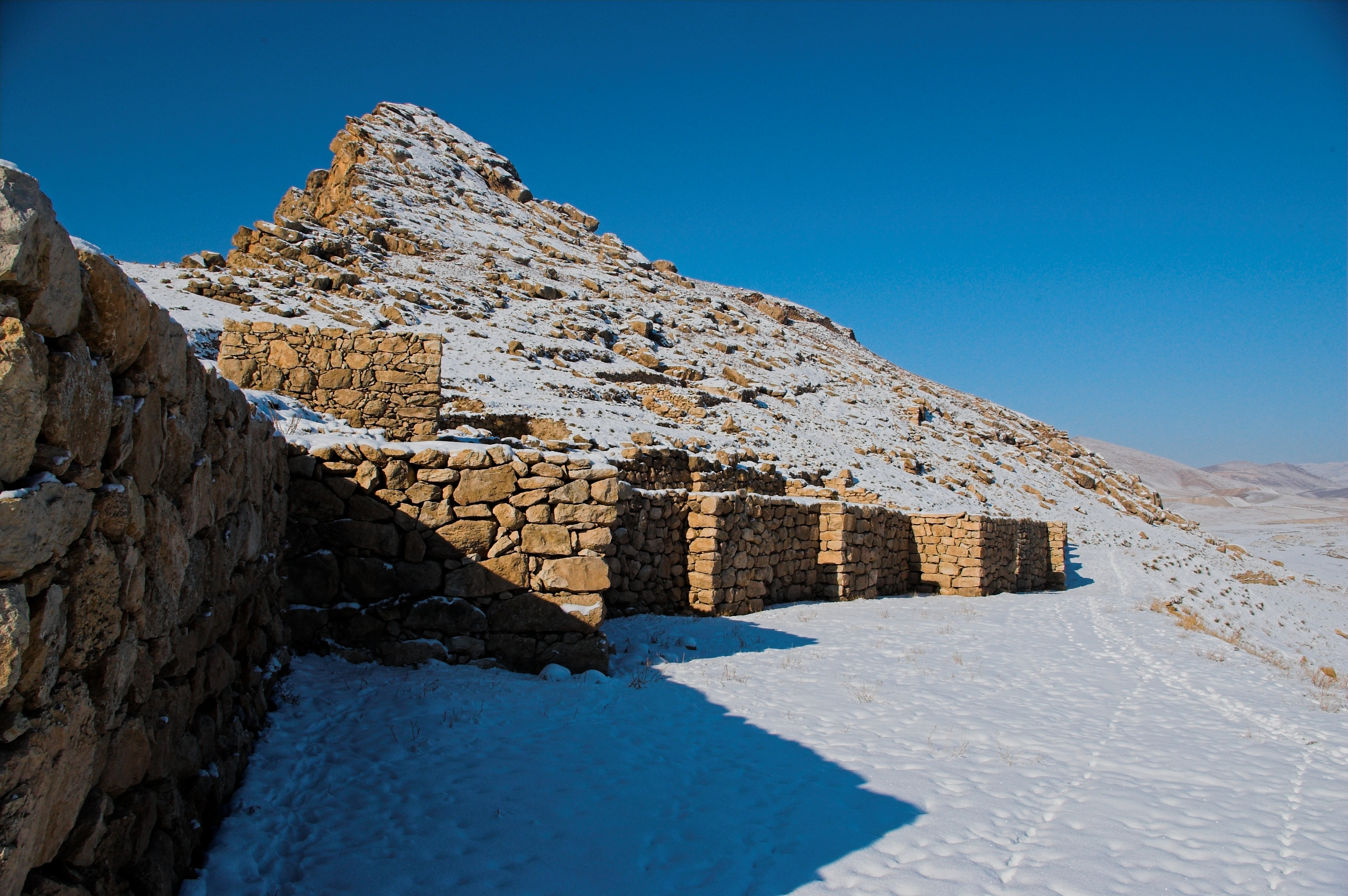
قلعة بسطام في مقاطعة تشيباره

بسطام ( (بالفارسية: بسطام) ) هو موقع كانت فيه قلعة أورارتية قديمة تعود للقرن السابع قبل الميلاد، وتقع بالقرب من قرية بسطام في شمال غرب إيران الحديثة.

## روابط خارجية
- https://web.archive.org/web/20080115111215/http://www.vaa.fak12.uni-muenchen.de/Iran/Bastam/Bastam.htm

1. ↑  GeoNames (بالإنجليزية), 2005, QID:Q830106